# Cesta do hlubin kočičí duše
Cesta do hlubin kočičí duše je československý animovaný televizní seriál z roku 1989, vysílaný v rámci Večerníčku. Na scénáři se podíleli Jiří Kubíček a Květa Kuršová, seriál výtvarně připravil Bronisław Liberda. Kameru obstarali Jiří Větroň a František Procházka. Hudbu složil Pavel Krejča, zvuk zabezpečil Ivo Špalj. Střih měla na starosti Marie Zemanová. Vedoucí výroby byla Jiřina Vágnerová. Animaci obstarala Eva Jakoubková. Pohádky namluvil Josef Kemr. Režie byla svěřena Josefu Platzovi. Bylo natočeno 7 epizod s délkou v rozmezí mezi 8 až 9 minutami.
Pohádky pro nejmenší děti, kde hlavní roli hrají kočky.

## Seznam dílů
1. O statečném kocourovi
2. O kočce bez ocasu
3. O chytrém kocourovi
4. O vládě koček
5. O kočkách, psech a myších
6. Jak se kočka přidala i nepřidala k člověku
7. Nesmrtelná kočka